# Daniel Polsley

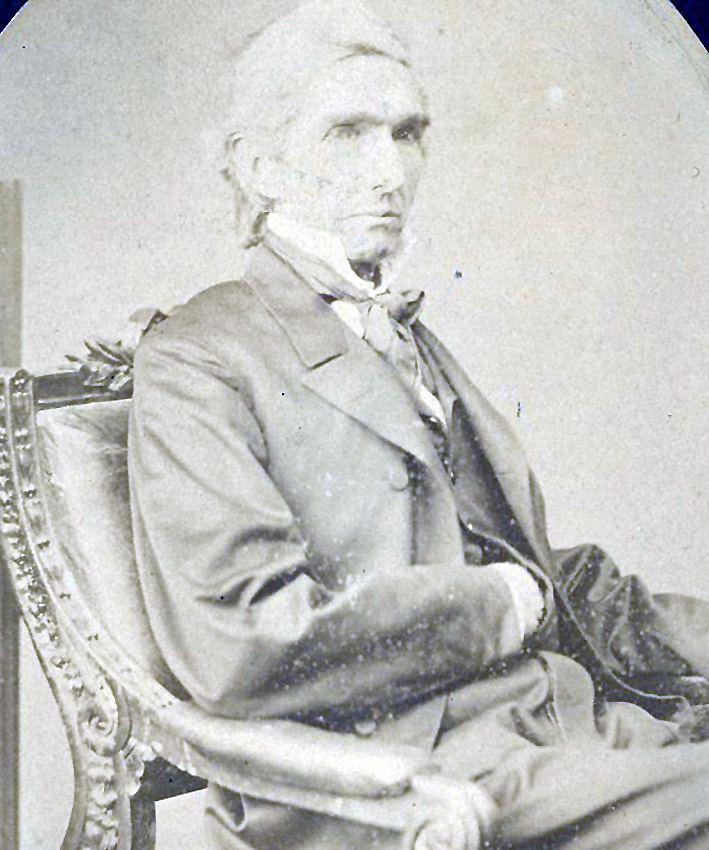
Daniel Polsley

Daniel Haymond Polsley (* 28. November 1803 bei Fairmont, Marion County, Virginia; † 14. Oktober 1877 in Point Pleasant, West Virginia) war ein US-amerikanischer Politiker. Zwischen 1867 und 1869 vertrat er den dritten Wahlbezirk des Bundesstaates West Virginia im US-Repräsentantenhaus.

## Werdegang
Daniel Polsley wurde 1803 in der Nähe von Fairmont geboren, das damals noch zu Virginia gehörte und später ein Teil West Virginias wurde. Er besuchte die öffentlichen Schulen seiner Heimat. Nach einem Jurastudium und seiner im Jahr 1827 erfolgten Zulassung als Rechtsanwalt begann er in Wellsburg im heutigen West Virginia in seinem neuen Beruf zu arbeiten. Zwischen 1833 und 1845 gab Polsley die Zeitung "Western Transcript" heraus. Im Jahr 1845 zog er in das Mason County, wo er in der Landwirtschaft tätig wurde und gleichzeitig als Anwalt arbeitete.
Im Vorfeld des Bürgerkrieges war Polsley ein Anhänger der Union. Er fungierte als Delegierter zu zwei Versammlungen in Wheeling, auf denen der Austritt der westlichen Provinzen aus dem Staat Virginia und die Gründung des zukünftigen Staates West Virginia vorbereitet wurden. Im Jahr 1861 wurde er Vizegouverneur der loyalen Gegenregierung von Virginia, die sich nicht den Konföderierten Staaten angeschlossen hatte. Politisch wurde Polsley Mitglied der Republikanischen Partei.
Nach der Gründung von West Virginia war Polsley von 1863 bis 1866 Richter im siebten Gerichtsbezirk des neuen Staates. 1866 wurde er im dritten Distrikt von West Virginia in das US-Repräsentantenhaus in Washington, D.C. gewählt, wo er am 4. März 1867 die Nachfolge von Kellian Whaley antrat. Da er im Jahr 1868 auf eine erneute Kandidatur verzichtete, konnte er bis zum 3. März 1869 nur eine Legislaturperiode im Kongress absolvieren. In diese Zeit fielen das gescheiterte Amtsenthebungsverfahren gegen Präsident Andrew Johnson und die Annahme des 14. Verfassungszusatzes, durch den den ehemaligen Sklaven das Bürgerrecht verliehen wurde.
Nach dem Ende seiner Zeit im Kongress arbeitete Polsley wieder als Anwalt. Er starb im Oktober 1877 in Point Pleasant.